# Anamorós
Anamorós és un municipi del departament de la Unión, El Salvador. El municipi té una extensió de 108 km². La seva població estimada és de 16.594 habitants (2006), per tant, té una densitat de 154 hab/km².

## Geografia
Està limitat pels següents municipis: al nord, per Lislique i Nueva Esparta; a l'est, pel Sauce i Nova Esparta; al sud, pel Sauce i Santa Rosa de Lima i a l'oest, per Sociedad i Corinto (municipis del Departament de Morazán).

### Divisió Polític-Administrativa
Para la seva administració, el municipi es divideix en 8 cantons i 84 caserius; els cantons són:
- Aigua Blanca
- Cordoncillo
- El Carbonal
- El Cedro
- El Tizate
- Huertas Viejas
- Terreritos
- Tulima

### Hidrografia i Clima
Reguen el municipi els rius: Las Piñas i Grande o Anamorós; i les quebradas (rius de congost): La Sirena, Mano de León, d'Enmedio, de Lajas, Estiquirín, El Salto, de Leche, El Derrumbe, Las Lajas o Hato Viejo, El Chele, Grande, Los Alfaro, El Tempisque, etc.
Els rius principals són Gran o Anamorós que recorre 17,5 km dins del municipi i Las Piñas, el recorregut de les quals dins del municipi és de 10 km.
El clima és càlid i pertany al tipus de terra calenta. La suma pluvial anual oscil·la entre 1.800 i 2.000 mm.

### Orografia
Els trets orogràfics més notables són els turons: La Combrera, Partido, Ocotepeque, La Ventana, Los Mijones, Grande, Chichipate, El Salto, El Cerro la Culebra, etc.; les llomes: Alta, El Guayabo, La Danta, San Antonio, La Fila del Tapesco, Copalío, etc. Els turons principals són: Ocotepeque (1.179,92 msnm); Los Mojones (218 msnm); La Ventana (750 msnm); Grande (742 msnm) i Partido (770 msnm)

## Dades de la Capçalera Municipal
La capçalera d'aquest municipi és la ciutat de Anamorós, situada a 170 msnm i a 44,5 km al nord de la ciutat de la Unió, els seus carrers són de terra, empedrats o amb llambordes, sent les principals el primer carrer Orient i Ponent i la 1ª Avinguda Nord i Sud. La ciutat es divideix als barris: El Zapote, Les Flors, El Centre, El Calvario, Sant Antonio i Nuevo.

## Història
En 1770, Anamorós era un llogaret del curat de Gotera, amb 170 habitants repartits en 72 famílies, conforme dades censales recollides per l'arquebisbe don Pedro Cortés i Larraz. El 1786, es va incorporar al partit de Gotera. En 1807, ja era capçalera del curat del mateix nom, amb els pobles de Polorós i Lislique com a annexes. Segons el geògraf, don Guillermo Dawson va obtenir el títol de vila el 1871. Per decret legislatiu No. 173 de 31 d'octubre de 1972, se li va conferir el títol de ciutat a la vila de Anamorós.

## Toponímia
- ANAMORÓS: (Potón) "Lugar de Maizales". Proviene de las voces: anam: lagartija; oros: sufijo locativo. (J.L.L.)
- OCOTEPEQUE: (Náhuat) "Cerro de los pinos". Proviene de las voces: ocot: ocote, pino; tepec: cerro, montaña, localidad. (J.L.L.)
- TIZATE: (Náhuat) "Río de los yesos". Proviene de las voces: tiz, tiza: tierra blanca, yeso; at: agua, río. (J.L.L.)
- ESTIQUIRIN: (Potón) "Vereda de los grillos". Proviene de las voces: estiquir:grillo; in, aféresis de quin: camino, vereda, sendero (J.L.L.)
- GUASCANAL: (Potón) "Río de los bejucos de sangre". Proviene de las voces: gual, guas:río; can bejuco; al, ala: sangre (J.L.L.).